# غوبرنيه كوفنو
غوبرنيه كوفنو أو محافظة كوفنو ((بالروسية: Ковенская губеpния)‏ أو Kovenskaja gubernija; (بالليتوانية: Kauno gubernija)‏) أو Government of Kaunas كانت محافظة (غوبرنيه) في الإمبراطورية الروسية. كانت عاصمتها كاوناس (Kovno بالروسية). تم تشكيلها في 18 ديسمبر 1842 بواسطة القيصر نيكولاي الأول من الجزء الغربي من غوبرنيه فيلنا، وتم تنفيذ الأمر في 1 يوليو 1843. اعتبرتها الحكومة القيصرية ذات مرة أنها جزء من الكراي الشمالي الغربي. شملت المحافظة تقريباً كامل منطقة ساموغيتيا الليتوانية والجزء الشمالي من أوكشتيتيا.

## البلدات
تنقسم المحافظة إلى سبع أويزدات:
| البلدة                  | المساحة (كم²) | السكان عام 1897 | السكان عام 1914 |
| ----------------------- | ------------- | --------------- | --------------- |
| مقاطعة كاوناس           | 4,029         | 227,500         | 301,800         |
| Novoalexandrovsky Uyezd | 5,437         | 208,500         | 242,300         |
| Ponevezsky Uyezd        | 6,215         | 222,900         | 259,700         |
| Rossiensky Uyezd        | 6,485         | 235,400         | 279,200         |
| مقاطعة شياولياي         | 6,922         | 238,000         | 294,500         |
| Telshevsky Uyezd        | 5,306         | 183,400         | 216,000         |
| Vilkomirsky Uyezd       | 5,866         | 229,100         | 263,600         |
| المجموع                 | 40,260        | 1,544,600       | 1,857,100       |

## أعلام
- إيدا سيلفرمان

## قراءة معمقة
- William Henry Beable (1919)، "Governments or Provinces of the Former Russian Empire: Kovno"، Russian Gazetteer and Guide، London: Russian Outlook – عبر Open Library
- "Kovno (government)". مؤرشف من الأصل في 2018-08-21. اطلع عليه بتاريخ 2018-08-20 – عبر Wikisource.